# Лабурдонне, Франсуа Режи
Граф Франсуа Режи Лабурдонне (фр. François Régis de La Bourdonnaye; 19 марта 1767, Ла-Варенн — 28 августа 1839, Бопрео) — французский политический деятель.
В 1792 году эмигрировал и вступил в армию принца Конде; после роспуска этого корпуса присоединился к шуанам, затем к вандейцам. Во время Консульства примирился с новым порядком и занял место мэра в Анжере. После Второй Реставрации был выбран в палату депутатов и стал одним из самых ярых ультра-роялистов. Его сменил М. Гернон-де-Ранвиль. Когда во главе правления встал герцог Полиньяк (1829), Лабурдонне получил портфель министра внутренних дел, но через три месяца оставил этот пост.